# رندی ویکر
راندولف هایدن «رندی» ویکر (چارلز گروین هایدن، جونیور، زاده. 3 فوریه 1938) نویسنده، فعال و وبلاگ نویس آمریکایی است. او پس از مشارکت در جنبش‌های هوموفیل و آزادی همجنسگرایان، تبدیل به یک فعال در مسئله شبیه‌سازی انسان شد.

## اوایل زندگی وفعال ال‌جی‌بی‌تی
ویکر در سال ۱۹۳۸ در پلینفیلد، نیوجرسی با نام چارلز گروین هایدن، جونیور متولد شد. او در فلوریدا توسط پدربزرگ و مادربزرگش بزرگ شد. نخستین تماس او با جنبش هوموفیل هنگامی بود که او در دانشگاه تگزاس در آستین در اواسط دهه ۱۹۵۰، یک نسخه از مجله وان(ONE) راپیدا کرد. ویکر در سال ۱۹۵۸ به انجمن ماتاچین (MSNY) در شهر نیویورک، در حالی که هنوز دانشجوی دانشگاه تگزاس بود و تابستان خود را در این شهر می‌گذراند، پیوست تا با این سازمان همکاری کند. ماتاچین در کار خود برای حقوق همجنسگرایان موضعی محافظه کارانه اتخاذ کرده بود و ویکر، که جوان تر از رهبر و بسیاری از اعضای دیگر بود، در تلاش برای رادیکال تر کردن گروه، به دیگر فعالان جوان مانند معاون رئیس انجمن ،کریگ رودول، پیوست. آرتور موول، رئیس وقت انجمن، دربارهٔ او می‌گوید: «بگذارید بگویم او یک دستاورد آزار دهنده برای جنبش بود.» ویکر پس از متقاعد کردن انجمن برای شروع تبلیغات در مورد رویدادهای انجمن، برای سخنرانی آینده آگهی‌هایی را چاپ کرد که منجر به حضور جمعیت زیادی شد. این امر همچنین باعث شد که پلیس صاحب سالن سخنرانی را ترغیب کند تا این گروه را از آن جا بیرون کند.
ویکر با فعال شدن بیشتر در جنبش، خانواده خود را از فعالیت‌هایش آگاه کرد. هایدن پدر، در حالی که نسبت به فعالیت‌های او به هر چیزی شک داشت، از او خواست تا از «چارلز هایدن» برای فعالیت خود استفاده نکند. او نام مستعار «راندولف هایدن ویکر» را برگزید و نام خانوادگی خود را به عنوان نام میانی جدید خود حفظ کرد تا ارتباط خانوادگی را حفظ کند. وی به‌طور قانونی نام خود را در سال ۱۹۶۷ تغییر داد.
ویکر در پاییز ۱۹۵۸ به آستین بازگشت و سعی در ایجاد یک سازمان با نام مطالعات پژوهشی ویکر(WRS) داشت. WRS اصول گروه لزبین دختران بیلیتیس مستقر در سانفرانسیسکو را پذیرفت و در سراسر تگزاس، میسیسیپی و لوئیزیانا فعالیت کرد. WRS کوتاه مدت بود، اما میسیسیپی درخواست سازمان برای ادغام را رد کرد. وی همچنین در جنبش حقوق مدنی نیز فعال شد. ویکر برای ریاست هیئت دانشجویی نامزد شد اما در طول مبارزات انتخاباتی رئیس دانشگاه اطلاع داد که ویکر و هم اتاقی اش ادوارد آ. لیسی همجنسگرا هستند. این به او کمک کرد تا متقاعد شود که همجنس گرایان باید دست به اقدامات مبارزاتی بزنند.
ویکر پس از فارغ‌التحصیلی از دانشگاه، برای همیشه به شهر نیویورک نقل مکان کرد و روابط خود را با ماتاچین تجدید کرد. ویکر که از اقدامات رادیکال تحت نظارت ماتاچین خفه شده بود، در سال ۱۹۶۲ «لیگ همجنسگرایان نیویورک» را ایجاد کرد، یک سازمان صوری که روی کاغذ وجود داشت، تا اجازه دهد ویکر با فاصله از ماتاچین کار کند. هنگامی که رادیو WBAI صحبت‌های هیئتی از روانپزشکان را که از تئوری بیماری همجنس‌گرایی حمایت می‌کردند پخش کرد، ویکر مدیر ایستگاه رادیویی را ترغیب کرد تا او و چند نفر دیگر که به‌طور آشکار همجنسگرا هستند را روی آنتن ببرد تا دربارهٔ زندگی خود صحبت کنند، زیرا «همجنسگرایان مرجع واقعی همجنسگرایی بودند.» یک هفته قبل از پخش، جک اوبران، ستون نویس «راست‌گرای» روزنامه نیویورک ژورنال آمریکا، به این اقدام به عنوان تلاشی برای ارائه «سهولت زندگی همجنسگرایان» حمله کرد. ویکر به ورایتی، نیوزویک و نیویورک تایمز رفت و آنها را از پخش برنامه و حمله اوبریان به آن‌ها آگاه کرد. برنامه ۹۰ دقیقه ای که گمان می‌رود اولین برنامه در ایالات متحده باشد، در ژوئیه ۱۹۶۲ پخش شد. چندین رسانه که توسط ویکر آگاه شده بودند، این پخش را پوشش دادند که در نیویورک تایمز، رئالیست، نیوزویک، نیویورک هرالد تریبون و ورایتی با برخورد مطلوبی روبرو شد.
در نتیجه این تبلیغات، از سال ۱۹۶۲ تا ۱۹۶۴ ویکر یکی از مشهورترین همجنس گرایان در نیویورک بود. او با گروه‌های بی شمار کلیسایی و کلاس‌های دانشگاهی صحبت کرد و در ۳۱ ژانویه سال ۱۹۶۴، با حضور در نمایش لس کرین، اولین شخص همجنسگرا بود که در تلویزیون ساحل شرقی ظاهر شد. ویکر همچنین سازمان دهنده اولین تظاهرات شناخته شده حقوق همجنسگرایان در ایالات متحده است. ویکر همراه با رودول فعال آزادی جنسی، جفرسون پولند و تعداد انگشت شمار دیگری از افراد در سال ۱۹۶۴ پس از نقض محرمانگی پیس نویس سوابق مردان همجنسگرا توسط سازمان سیستم خدمات انتخابی، ورودی‌بندانی را در خیابان وایت هال، نیویورک ایجاد کرد. در سال ۱۹۶۵ وی به عنوان فرد مستقل برای دبیری در ماتاچین کاندید شد. او شکست خورد، اما توده ای از رادیکال‌ها که دیدگاهشان به او نزدیک بود، به‌طور مؤثر کنترل سازمان را در دست گرفتند. او با معشوق خود، پیتر اوگرن، از سال ۱۹۶۷ تا ۱۹۷۱ مغازه ای را اداره می‌کردند و از درآمد حاصل برای بازکردن یک فروشگاه عتیقه و روشنایی استفاده کردند. ویکر ۲۹ سال فروشگاه خود را اداره می‌کرد.
ویکر شاهد شورش‌های استون‌وال در ژوئن ۱۹۶۹ بود، که به عنوان آغاز جنبش آزادی‌خواهی گی‌ها شناخته شده‌است. وی بعداً یادآوری کرد که آشوبگران آتش‌سوزی درست کرده و بشکه‌های زباله در حال سوختن را از طریق پنجره در مغازه‌های دهکده گرینیچ انداختند. «تنها چیزی که فکر می‌کردم این بود که، خدای من، آنها قصد دارند یک خانم پیر ایتالیایی را بسوزانند یا اینکه بچه ای کشته شود و ما آدم گنده (مایه ترس و وحشت) دهه هفتاد خواهیم بود.» ویکر علی‌رغم فعالیت‌های اولیه خود، یک هفته بعد در یک نشست سازمانی این آشوب‌ها را نکوهش کرد و گفت که «پرتاب سنگ از پنجره‌ها، درها را باز نمی‌کند» و کنار گذاشتن رفتارهای «بی نظم» را به معنای تحمل اجتماعی دانست. او به‌طور موقت از جنبش همجنس گرایان فاصله گرفت، اما با نوشتن نامه ای در ۱۹۷۰ برای Gay، یک مجله، بازگشت و دوباره در ۱۹۷۲ بازگشت تا نام خود را به عنوان همکار نویسنده صلیبی‌های همجنسگرا، مجموعه ای از مشخصات رهبران جنبش اولیه، در کنار نام کی لاهوزن (با نام کی توبین) بنویسد، هرچند که لاهوزن با نوشتن سخنرانی عمومی موافق نبود اما همه آن را نوشت و ویکر به سادگی پذیرفت که کتاب را تبلیغ کند.
ویکر بعداً به اتحاد فعالان گی (GAA) پیوست، یک گروه فعال ساختارمندتر که در پاسخ به آنچه به عنوان افراط در جبهه آزادی‌خواهی همجنسگرایان دیده می‌شد، تشکیل شد. GLF(جبهه آزادی‌خواهی گی) تمایل خود را در میان بسیاری از فعالیت‌های مختلف سیاسی چپ‌گرا، از جمله مخالفت با جنگ ویتنام و حمایت از حزب پلنگ سیاه ابراز کرد. اعضای اتحاد فعالان گی می‌خواستند انرژی خود را منحصراً در مسائل حقوق همجنسگرایان متمرکز کنند. ویکر به عنوان یک عضو اتحاد فعالان گی، گاهی در تظاهرات‌ها شرکت می‌کرد و بعضی اوقات این رویدادها را برای رسانه‌های همجنسگرا مانند گی و ادوکیت پوشش می‌داد.
از سال ۲۰۰۹، وی به مستندسازی و شرکت کردن در جوامع جنون رادیکال(Radical Faerie) در تنسی و نیویورک می‌پردازد.

## فعال شبیه‌سازی
با اعلام شبیه‌سازی موفق گوسفند دالی در سال ۱۹۹۶، ویکر طرفدار شبیه‌سازی انسان شد. وی جنبش متحد حقوق شبیه‌سازی را تشکیل داد، و استدلال کرد که حق داشتن «دوقلوی همسان بعداً متولد شده» نه تنها یک مسئله حقوق ال‌جی‌بی‌تی، بلکه یک مسئله حقوق بشر است. او به‌طور ناموفق درصدد متقاعد کردناستیون هاوکینگ برای حفظ مواد ژنتیکی برای شبیه‌سازی در آینده بود. CRUF(جنبش متحد حقوق شبیه‌سازی) به عنوان بخشی از بیانیه مأموریت خود «منشور حقوق شبیه‌سازی» را تصویب کرد:

1. DNA هر شخص اموال شخصی وی است. کلون شدن آن DNA در یک عمر طولانی دیگر بخشی از حق او برای کنترل تولید مثل خود است.
2. طبق قانون اساسی، این حق نه به قانونگذاران ایالتی، نه به دولت فدرال و نه به مقامات مذهبی اختصاص داده شده‌است. تصمیم‌گیری در مورد، نحوه و زمان تولید مثل، به هر یک از شهروندان «اختصاص داده شده‌است».
3. تحقیق، نه لفاظی، و / یا محدودیت‌های قانونی محدود کننده آزادی، تنها راه برای کشف تأثیرات واقعی شبیه‌سازی است. نباید محدودیت‌های تحقیقی در مورد شبیه‌سازی انسان در نظر گرفته شود مگر اینکه آسیب اجتماعی آن واقعاً قابل اثبات باشد.

## میراث
فصل ۲، قسمت ۱ پادکست «ساخت تاریخ گی» دربارهٔ ویکر و مارشا پی جانسون است.